# Gerardus Johannes Mulder

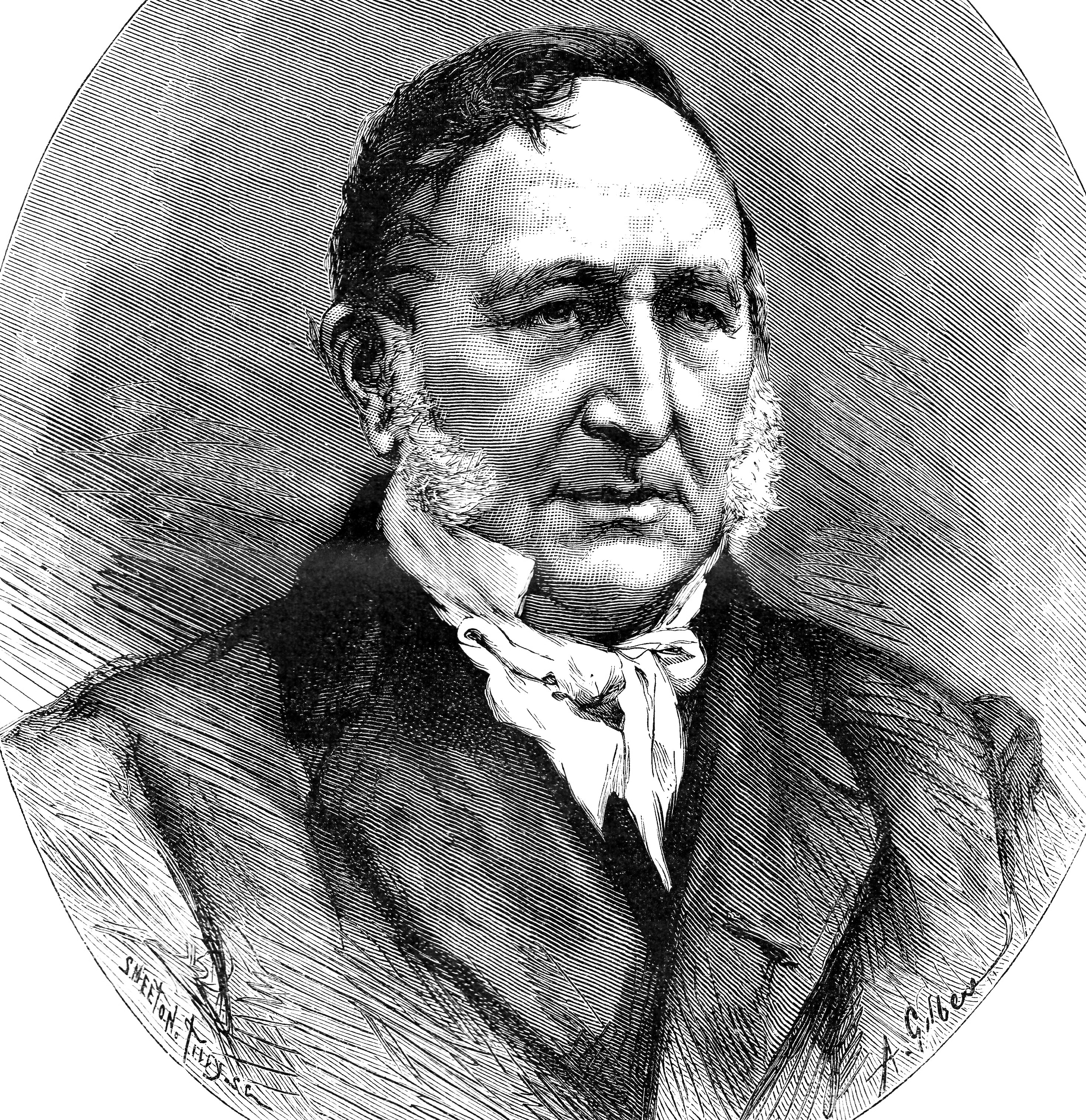
Gerardus Johannes Mulder

Gerardus Johannes (Gerrit Jan) Mulder (Utrecht, 27 december 1802 – Bennekom, 18 april 1880) was een Nederlands scheikundige en hoogleraar aan de Universiteit van Utrecht, bekend door zijn onderzoek naar en beschrijving van de chemische opbouw van proteïnen.

## Levensloop
Mulder studeerde zowel medicijnen als natuurwetenschappen aan de Universiteit Utrecht onder andere bij Nicolaas Cornelis de Fremery, Gerard Moll en Johan Frederik Lodewyk Schröder. In 1825 promoveerde hij tot doctor in de geneeskunde en doctor in de Farmacie en vestigde zich als praktiserend geneesheer te Amsterdam.
Mulder verhuisde in 1826 naar Rotterdam waar hij een aanbod had gekregen van het Bataafs Genootschap om lector in de natuurkunde te worden; het jaar daarop werd hij benoemd tot lector in de plantkunde en de scheikunde aan de te Rotterdam nieuw opgerichte Klinische School. In 1840 werd Mulder benoemd tot hoogleraar in de scheikunde aan de Hogeschool te Utrecht.
In 1868 moest Mulder, gedwongen door gezondheidsklachten, zijn hoogleraarschap neerleggen en vestigde hij zich eerst te Apeldoorn en later te Bennekom.

## Werk

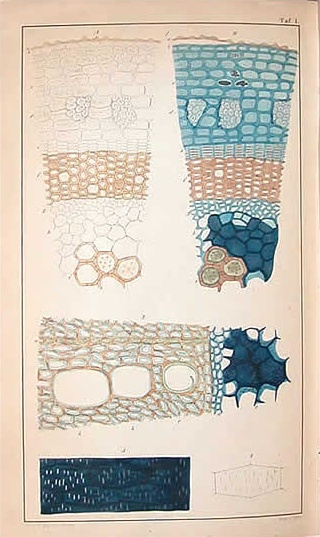
Afbeelding uit Versuch einer allgemeinen physiologischen Chemie. 1841-45.

Door de invloed van Mulder werd er een ruimer en beter laboratorium opgericht, waar praktische oefeningen op grote schaal plaats konden vinden. Ook door toedoen van Mulder werd te Utrecht de Technische School, de Vereniging ter bevordering van Nuttige Kennis en de Gezondheids-commissie opgericht. In zijn artikel Over Proteine en hare Verbindingen en Ontledingsproducten verscheen in 1838 voor het eerst de term proteïne in een wetenschappelijk werk.
Hij had bovendien het toezicht op de opleiding der militaire farmaceuten voor Oost- en West-Indië en het afnemen van hun examens; meer dan veertig jaar was hij daarnaast adviseur van het Ministerie van Koloniën.
Mulder schreef een uitgebreide handleiding over scheikundige werktuigkunde. De meeste van zijn wetenschappelijke werken werden vertaald in het Engels, Frans en Duits, enkele ook in het Zweeds.

## Trivia
Een bekende uitspraak van Mulder was: Onderwijzen is de kunst, om hetgeen onderwezen wordt te leren liefhebben. (uit: Getuigenis in zake Hooger onderwijs, bladzijde 151).

## Onderscheidingen
- Commandeur in de Orde van de Nederlandse Leeuw
- Grootofficier in de Orde van de Eikenkroon

## Publicaties (selectie)
- 1826-1832. Bijdragen tot de natuurkundige wetenschappen. Tijdschrift samen met Gerardus Vrolik en Herman Christiaan van Hall.
- 1833-1836. Het natuur- en scheikundig archief (deels samen met Wenckebach).
- ? Bulletin des sciences physiques et naturelles en Neerlande (samen met Miquel en Wenkenbach).
- 1842-1851. Scheikundige onderzoekingen, gedaan in het laboratorium der Utrechtse Hoogeschool (zes delen).
- 1843-1850. Proeve eener algemeene physiologische scheikunde.
- 1844. Het streven der stof naar harmonie.(Online)
- 1845. De stoffelijke wereld, een middel tot hogere ontwikkeling.
- 1857-1865. Scheikundige verhandelingen en onderzoekingen (vier delen).
- 1855. De wijn, scheikundig beschouwd.
- 1857. De essayeer-methode van het zilver.
- 1857. Het bier, scheikundig beschouwd.
- 1860. De scheikunde der bouwbare aarde (vier delen)
- 1864. Bijdragen tot de geschiedenis van het scheikundig gebonden water.
- 1865. Studium generale.
- 1865. De scheikunde der droogende olieën en hare toepassing.(Online)
- 1866. Over de natuurkundige methode en de verspreiding van cholera.
- 1876. Getuigenis in zake Hooger Onderwijs.(Online)
- 1878. Geneeskunst-oefenaren naar de Nederlandse wetten.
- 1880. Brochure over de noodzakelijkheid van gymnasiale opleiding voor geneeskunst-oefenaren.
- 1881. Levensschets van G.J.Mulder, door hem zelven geschreven en door drie zijner vrienden uitgegeven

## Artikelen (selectie)
- (de)  (de)  (1839). Ueber die Zusammensetzung einiger thierischen Substanzen. Journal für praktische Chemie 16: 129–152. DOI: 10.1002/prac.18390160137. 
 (en) "On the composition of some animal substances"